# Iqbal & Den Indiske Juvel
Iqbal & Den Indiske Juvel er en dansk spillefilm fra 2018 instrueret af Oliver Zahle.
Filmen er en fortsættelse af Iqbal & den hemmelige opskrift og Iqbal & Superchippen og er således den tredje filmatisering af Manu Sareens bogserie, der tæller tretten bøger.

## Handling
Iqbal vågner en morgen op til, at Tante Fatwa er blevet udnævnt til Vogter af Den Indiske Juvel – en fin indisk hædersbevisning. Ivrig efter at slippe for skole overtaler Iqbal sin far til, at hele familien i den anledning skal tage til Indien og være med til ceremonien for Tante Fatwa. Men da Iqbal under et kirkebesøg med sin klasse får sat en kædereaktion i gang så kirken raseres, bliver han smidt ud af skolen, der er træt af hans evindelige ballade. 
Iqbals far beslutter, at Iqbal må blive hjemme fra Indien som straf, og han skal i stedet finde en ny skole, så han viser at han er ansvarlig og ikke længere et barn. Opsat på at bevise, at han kan tage ansvar, aftaler Iqbal bag fars ryg med Tante Fatwa, at han kan begynde i en indisk skole. Genforenet med familien i Indien fanger bordet og Iqbal må begynde i indisk skole. Tante Fatwa har forsynet Iqbal med en mentor, den meget kloge jævnaldrende pige, Abhaya. Men da Den Indiske Juvel bliver stjålet under overrækkelses-ceremonien og fundet på Far, bliver Iqbals drøm om en hyggetur til Indien et mareridt. Far bliver smidt i fængsel og Iqbal og vennerne må lægge deres hidtil vanskeligste plan. Snart går den vilde jagt gennem New Delhis gader for at finde Den Indiske Juvel og redde far.

## Medvirkende
- Hircano Soares, Iqbal Farooq
- Liv Leman Brandorf, Sille
- Arien Alexander Takiar, Tariq Farooq
- Runi Lewerissa, Far
- Ellie Jokar, Mor
- Moowgliie Duissara, Dindua
- Tine Rangan Thiesgaard, Tante Fatwa
- Dar Salim, Onkel Rafig
- Zlatko Buric, Baba Ganius
- Torben Zeller, Viceværten hr. Wibrandt
- Martin Brygmann, Læreren Jeppe
- Vidhi Hansen, Abhaya
- Lars Brygmann, Ambassadøren